# Terry Sejnowski
Terrence Joseph Sejnowski (1947, Cleveland, Estados Unidos) es un investigador del Instituto Médico Howard Hughes y es el profesor Francis Crick en el Instituto Salk de Estudios Biológicos, donde dirige el laboratorio de Neurobiología Computacional. 

## Biografía
También es profesor de Ciencias Biológicas y profesor adjunto en los Departamentos de Neurociencias, Psicología, Ciencia Cognitiva y Ciencias de la Computación e Ingeniería de la Universidad de California en San Diego, donde es director del Instituto de Computación Neuronal. En 2004 fue nombrado profesor Francis Crick y director del centro Crick-Jacobs de Biología Teórica y Computacional en el Instituto Salk. Su investigación en redes neuronales y neurociencia computacional ha sido pionera.

## Educación y primeros años
Nacido en Cleveland en 1947, Sejnowski obtuvo su licenciatura en física en 1968 de la Case Western Reserve University, una maestría en física de la Universidad de Princeton con John Archibald Wheeler, y un doctorado en física de la Universidad de Princeton en 1978 con John Hopfield.